# Cyber-Lip
Cyber-Lip es un videojuego del género plataformas mezclado con Matamarcianos (aunque este juego se podría encasillar dentro del género run and gun) de desplazamiento horizontal con vista de lado para Arcade, fue lanzado por SNK en 1990 para la Neo-Geo MVS. El jugador(es) controlan a Rick y/o Brook, dos veteranos soldados, quiénes son enviados por un no especificado "gobierno federal" a un combate en un último intento para salvar la Tierra de un super computador militar que está a cargo de todos los androides  militares. El Gameplay consta de batallar a través de cantidades grandes de enemigos, recogiendo poder-ups y derrotando a varios jefes al final de las etapas. Esto lo hace comparable a títulos como Metal Slug o Contra en términos de gameplay.
En este título se puede notar la mano de algunos miembros de Irem, quienes más tarde crearían Metal Slug.

## Ports
El juego salió más tarde para Neo Geo CD en 1995. El CD presentó la voz mejorada que actúa y además se agregó una corta introducción que explica la historia del juego.

## Recepción
En su lanzamiento, Famicom Tsūshin puntuó la versión Neo Geo del juego con un 23 de 40.